# Gauquerio de Aureil
Gauquerio de Aureil, Galterio o Gualterio (Meulan-en-Yvelines, Vexin, Isla de Francia, ca. 1060-camino de Limoges a Aureil, 9 de abril de 1140) fue un eremita, fundador de una orden de canónigos regulares en Lemosín. Es venerado como santo por diversas confesiones cristianas.

## Biografía
Gauquerio nació cerca de Meulan-en-Yvelines (Vexin, Isla de Francia) hacia el 1060; recibió una buena educación y mostró tendencia hacia la vida religiosa. A los dieciocho años quiso abandonar el mundo y su director espiritual lo envió a Humberto, canónigo de Limoges que había sido su maestro y que estaba de viaje por la región. Humberto animó a Gauquerio a seguir su designio y volvió con él al Lemosín, donde el joven haría vida eremítica.
Al llegar a Saint-Léonard, rezó ante la tumba de San Leonardo de Limoges para poder ser como él y junto a un amigo llamado Germundo fue a un bosque de la región, aislado y solitario, en el actual Chavanhac (Dordoña). Construyó una ermita y vivieron los tres en soledad. Poco a poco, su manera de vivir y la fama de santidad hizo que otros quisieran imitarlo, y empezaran a ir otros eremitas que se instalaban cerca suyo y se convirtieron en discípulos.
Gauquerio quiso formar una comunidad y fundar un monasterio para hospedarla, pero no obtuvo el permiso de los amos del terreno, los monjes agustinos de la Madre de Dios de la Regla de Lemoges. Según la tradición, una paloma lo guio hasta un nuevo lugar: continuamente cogía con el pico una pajita del techo de su cabaña y la llevó en una dirección, hasta que Gauquerio lo siguió. Al llegar al lugar llamado Silvaticus, se instaló. Tuvo el apoyo del obispado y del capítulo de canónigos de Sent Esteve de Limoges, que lo animaron a formar una comunidad con sus discípulos.
Así, entre 1081 y 1085 fundó un priorato de canónigos regulares, cerca del cual se formó el municipio de Aureil, y la iglesia del cual fue dedicada a San Juan Evangelista en 1093. Los monjes de Aureil tuvieron una vida activa en la diócesis y se encargaron hasta de cuarenta iglesias, prioratos dependientes de la abadía de Aureil, en la región del Lemosín y el sur del Berry. Entre los discípulos de Gauquerio estuvo Lamberto de Angulema y Fauquerio. Conoció Esteban de Muret, al que dio la ermita donde vivió. Además, también fundó una comunidad femenina, con las mujeres que también se habían retirado a hacer vida eremítica, en Bost-las-Mongeas, a medio kilómetro de Aureil. Dio a las dos comunidades la Regla de San Agustín, y la de Aureil seguía las constituciones de la canónica de San Rufo de Aviñón que había aprobado Urbano II, y que añadían al celibato la comunión de bienes. 
Gauquerio, además, fue un reconocido predicador. Murió a una edad avanzada a causa de una caída del caballo el 9 de abril de 1140.

## Veneración
Tenido por santo, el obispo de Lemoges lo canonizó en 1194, con la autorización del papa Celestino III. Es el patrón de los leñadores, actividad que seguramente realizó mientras heremita en el bosque.